# Biblioteca Municipal del Cusco

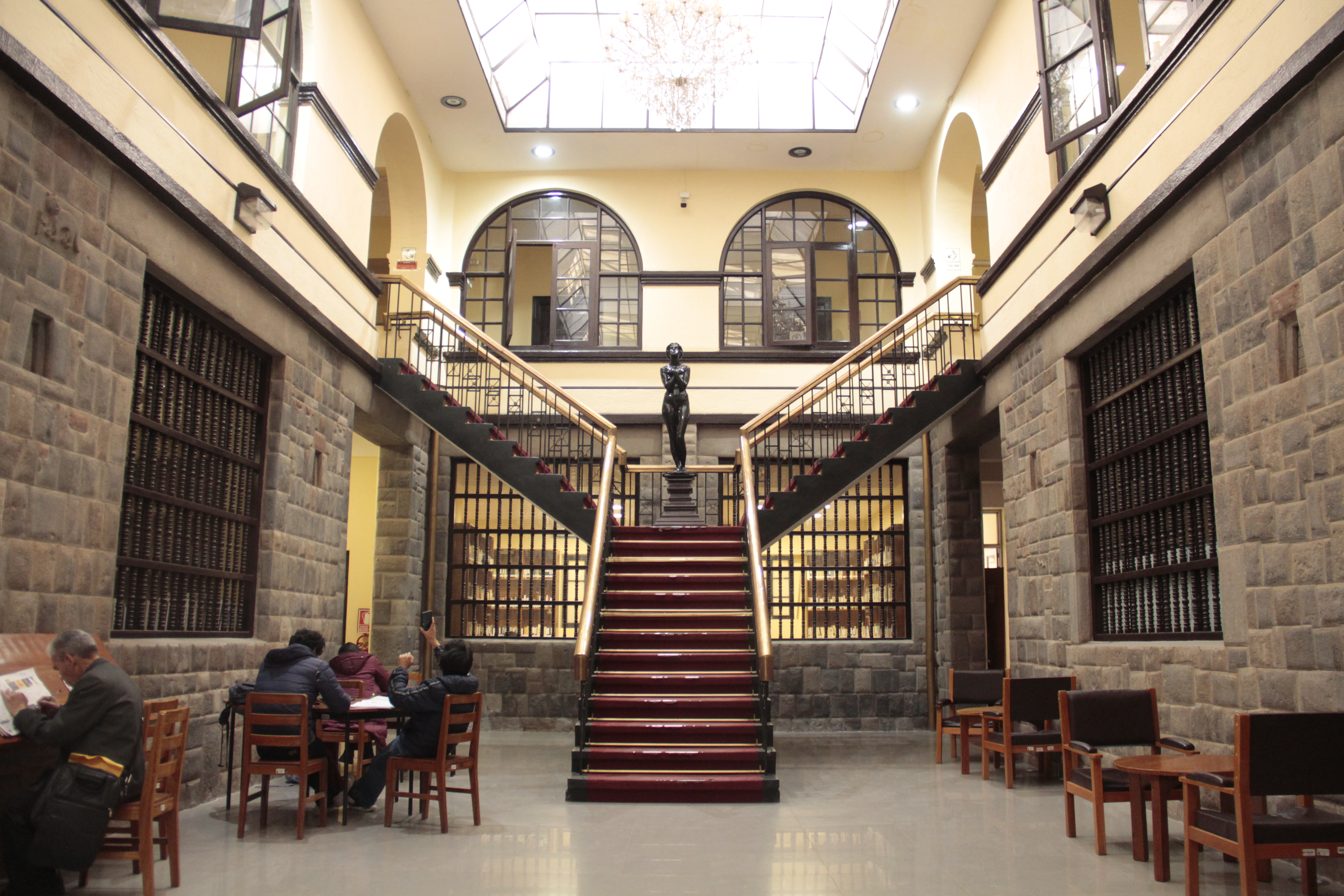
Interior primer piso de la Biblioteca Municipal del Cusco

La Biblioteca Municipal del Cusco Gustavo Pérez Ocampo es una biblioteca pública peruana con sede en Cusco, Perú. Fue inaugurada el 25 de diciembre de 1934, en el local de la Casa San Bernardo. Inició con más de trescientos textos, entre libros, revistas y colecciones de diferentes especialidades. Actualmente alberga una impresionante colección de más de 40 mil ejemplares en diversas especialidades. Los usuarios pueden encontrar las distintas salas como la sala general, hemeroteca, la sala virtual, la sala Cusco y la sala Nieto-Dirección. El edificio presenta mampostería moderna realizada al estilo de la antigua mampostería inca e incluye una piedra de 17 lados que a menudo se confunde con mampostería inca. La renovación del edificio se completó en 2003.
Es la principal biblioteca municipal de la provincia de Cusco, en donde existen otras tres bibliotecas municipales. Las otras bibliotecas municipales se encuentran en las municipalidades distritales de San Jerónimo, Santiago y Wanchaq.